# توبولسک
شهر توبولسک (به روسی: Тобольск) در کشور روسیه و در اوبلاست تیومن واقع شده‌است.
جمعیت این شهر طبق سرشماری سال ۲۰۰۹، در حدود ۹۹،۲۴۷ بر آورده شده است. این شهر محل تولد دانشمند معروف روسی دمیتری مندلیف است.